# Ehrhorn

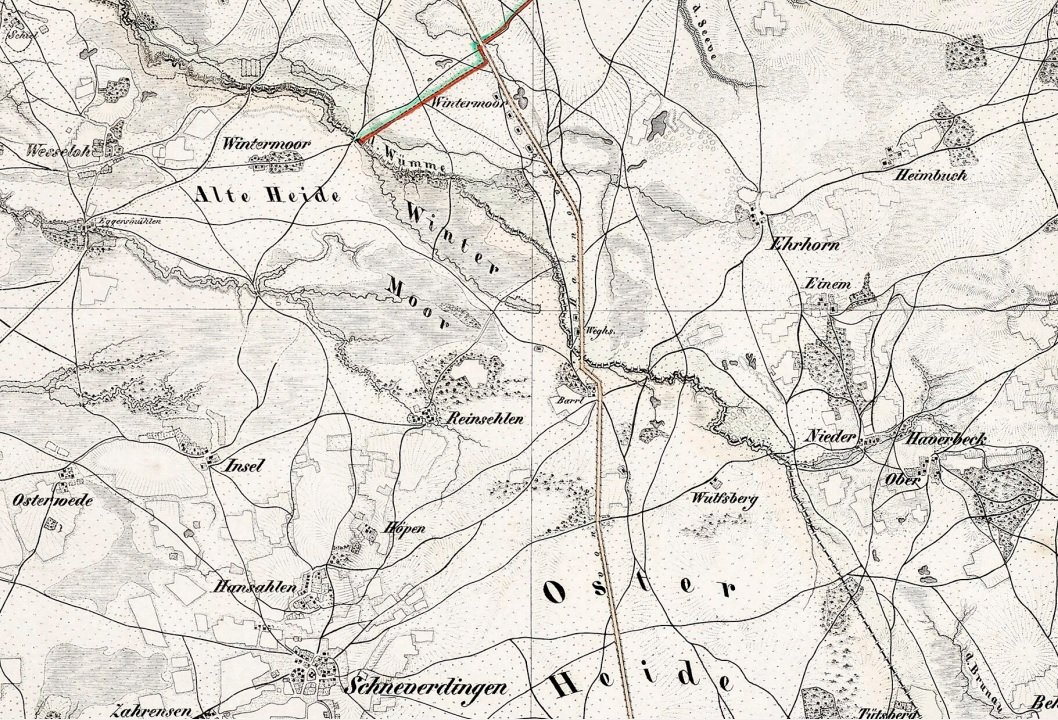
Das Wintermoor mit den beiden Ortschaften Wintermoor und Ehrhorn um 1836

Ehrhorn ist eine Ortschaft der Stadt Schneverdingen im Landkreis Heidekreis in Niedersachsen.

## Geografie
Der Ort liegt etwa 8 km nördlich des Stadtzentrums und ist über die Landesstraße 211 und Bundesstraße 3 mit ihm verbunden. Das kleine Walddorf liegt inmitten eines großen Mischwaldes des Naturschutzgebietes Lüneburger Heide.
Wohnplätze sind Einem und Wintermoor an der Chaussee/Wintemaur an de Chaussee. Wintermoor als Teil der ehemaligen Gemeinde Ehrhorn wird häufig mit dem westlich gelegenen Wintermoor-Geversdorf/Wintemaur-Gäbesdörp, der ehemaligen Gemeinde Wintermoor, verwechselt.
Bei Ehrhorn liegt die Quelle der Este. Ursprünglich entwässerte die Este in die Wümme.
Die ehemalige Moorlandschaft des Wintermoors wird von der Wümme durchtrennt. Das Flüsschen markierte die Grenze zwischen dem Herzogtum Verden und dem Fürstentum Lüneburg und zeigt heute noch die Abgrenzungen zwischen Wintermoor-Geversdorf und Wintermoor a.d.Ch.

## Geschichte

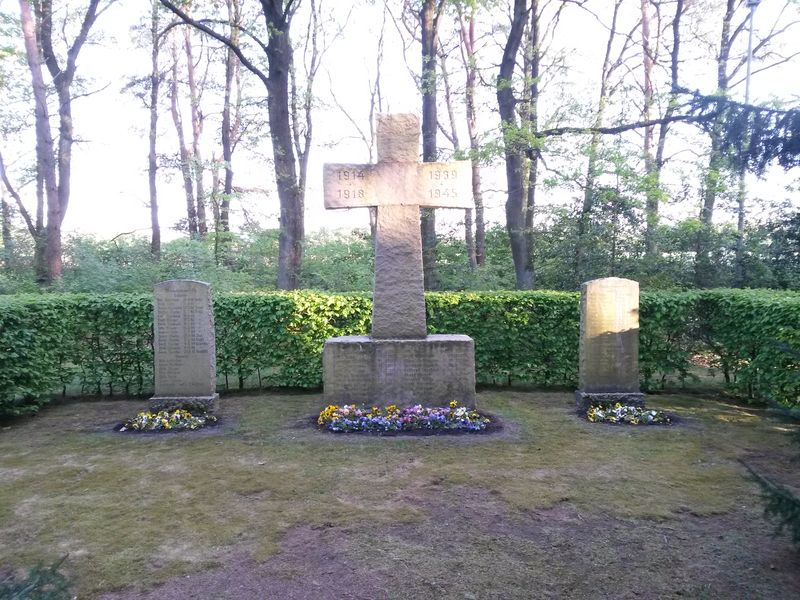
Kriegerdenkmal Wintermoor

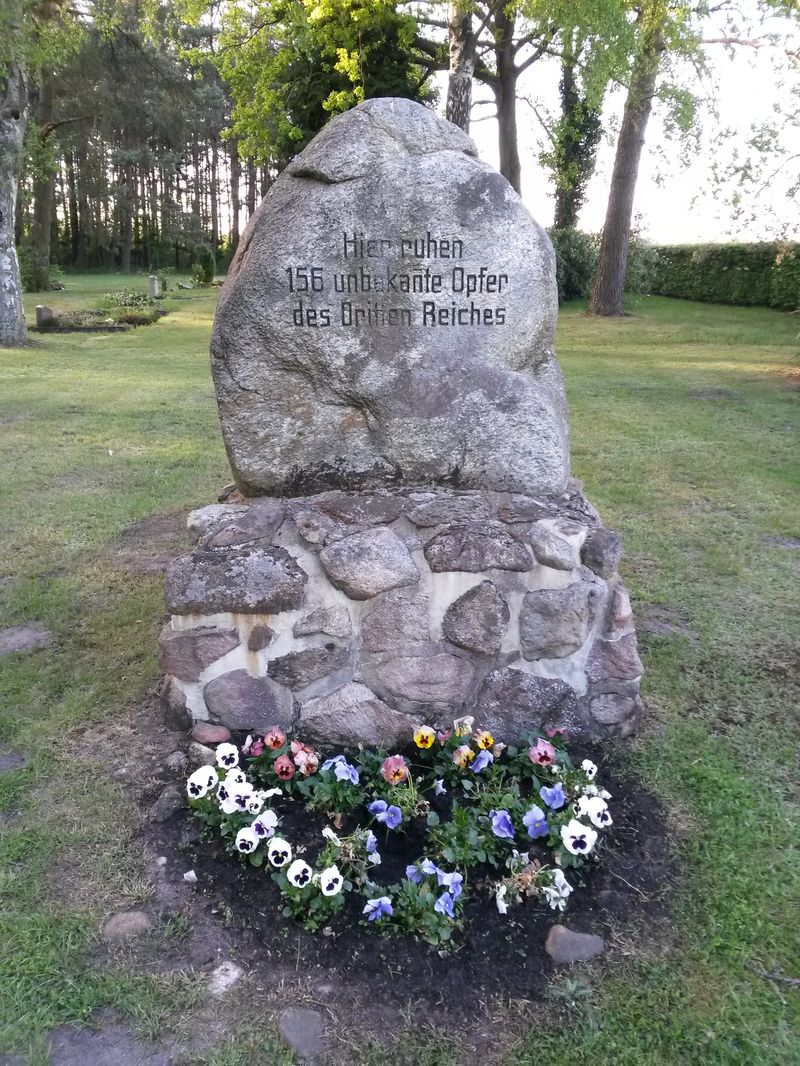
Grabstätte von 156 Opfer eines KZ-Zuges auf dem Friedhof Wintermoor

Ehrhorn (alte Schreibweise Erhorn, plattdeutsch Eerhorn) wird urkundlich erstmals 1050 im Urkundenbuch des Lüneburger Michaelisklosters erwähnt. Mitte des 17. Jahrhunderts werden in Ehrhorn drei Bauernhäuser landschaftstypisch als Zweiständerfachwerkhaus mit Strohdach errichtet.
Wintermoor a.d.Ch. wurde im Rahmen der Moorkolonisierung durch das Amt Winsen, Vogtei Amelinghausen, im Jahre 1794 besiedelt.
Ein Chausseehaus an der heutigen Bundesstraße 3 war das erste Gebäude der Kolonie Wintermoor.
1901 erhielt Wintermoor, das damals gerade einmal 106 Einwohner hatte, Anschluss an die Heidebahn.

### KZ-Züge
Am 9./12. April 1945 hielten zwei KZ-Züge, einer mit 5000 Insassen eines Konzentrationslagers, nach einer mehrtägigen Irrfahrt am Bahnhof Wintermoor. Die KZ-Insassen wurden aufgrund der heranrückenden britischen Armee vom Konzentrationslager Nordhausen im Harz nach Bergen-Belsen gebracht. Der Bahnhof wurde von englischen Kampfflugzeugen bombardiert und nahezu vollständig zerstört, der KZ-Zug auf voller Länge beschossen. Ein abgestellter Munitionszug explodierte. In dem anschließenden Tumult flohen einige und es kam zu verschiedenen Gräueltaten zwischen Bewachern und Häftlingen. Infolge von Hunger, Durst, Krankheit und Erschöpfung sowie Schüssen am Bahnhof verstarben 156 Menschen und wurden in einem Massengrab in der Nähe des Bahnhofes beerdigt. Die Toten aus diesem Massengrab wurden später exhumiert und auf dem neu eingerichtetem Friedhof Wintermoor beigesetzt. 1947 wurde eine kleine Kapelle gebaut und 1968 durch einen Neubau mit Turm und eigens aus Frankreich importierten farbigen Fensterscheiben ersetzt. Ebenfalls auf dem Friedhof befindet sich ein Ehrenmal, das der Verstorbenen und vermissten Wintermoorern aus den beiden Weltkriegen gedenkt. 1991 kamen zwei Gedenksteine und 26 Namenstafeln dazu. Auf dem Friedhof Wintermoor ruhen mehr als 700 Opfer des Krieges, der NS-Gewaltherrschaft, der KZ-Züge, Zwangsarbeiter sowie Kriegsopfer aus dem Waldkrankenhaus Wintermoor.

### Waldkrankenhaus Wintermoor
1942/43 wurde in Wintermoor das Gesundungshaus Wintermoor von rund 100 sowjetischen Zwangsarbeitern gebaut und am 8. Februar 1943 eröffnet. Es diente als Hamburger Ausweichkrankenhaus und hatte zunächst eine Kapazität von 400 Betten. Im Juli 1943 wurde das Krankenhaus auf 825 Betten erweitert. Es standen Abteilungen für Innere Medizin, Infektions- und Lungenkrankheiten, Chirurgie sowie ein Röntgenlabor, mehrere Operationsräume und eine Apotheke zur Verfügung. Auf der gegenüberliegenden Straßenseite befand sich die Anlage 2, die als Ausweichmöglichkeit für die Kinderklinik des Universitätskrankenhauses Eppendorf genutzt wurde. 1947/48 wurde die Einrichtung in eine Tuberkuloseklinik umgewandelt und erhielt 1949 den Namen Hamburgisches Krankenhaus Wintermor, in der Zeit waren noch 752 Betten vorhanden. Ab 1968 nannte sich das Krankenhaus Fachklinik für Erkrankungen der Atemwege. 1976 gab Hamburg die Klinik auf. Danach nutzte die ENDO-Klinik Hamburg-Altona (eine Fachklinik für Knochen- und Gelenkchirurgie) den Teil 1 der Anlage. Die ENDO-Klinik gab den Standort Wintermoor Ende 1997 auf. Danach übernahm das privat geführte Pflegezentrum Wintermoor die bis dahin von der ENDO-Klinik genutzte Liegenschaft und errichtete ein Altenpflegeheim. Die Betriebsgesellschaft des Pflegezentrums Wintermoor geriet in wirtschaftliche Schwierigkeiten und wurde 2005 unter Insolvenzverwaltung gestellt. Die Gebäude blieben ungenutzt und verfielen. Ein Zwangsversteigerungstermin vor dem zuständigen Amtsgericht Soltau im Januar 2010 blieb ohne Ergebnis, da sich kein Käufer fand. Im Jahre 2011 wurde das Grundstück von der Wohnungsbau-, Ansiedlungs- und Fremdenverkehrsgesellschaft mbH Schneverdingen erworben und befindet sich noch in deren Besitz. Die Gebäude wurden von 2021 bis 2022 abgerissen.

### Eingemeindung
Die Gemeinde Ehrhorn wurde mit Wirkung vom 1. März 1974 aufgelöst. Ihr Hauptgebiet mit damals mehr als 600 Einwohnern wurde in die Gemeinde Schneverdingen eingegliedert. Ein kleinerer Teil mit damals etwas mehr als 100 Einwohnern (Nieder- und Oberhaverbeck, Heidetal) kam zunächst zur Gemeinde Behringen. Diese wurde jedoch bereits am 16. März 1974 in die Gemeinde Bispingen integriert.

## Politik
Bürgermeister der Gemeinde Ehrhorn waren:
- Karl Menke (1924 – 1946)
- Otto Gebers
- Ernst Soltendieck (1949 – 1961)
- Otto Bleeken (1961 – 1974)

Nach 1974 waren Ortsvorsteher:
- Heinrich Weseloh (1974 – 1991)
- Karin Meyer (1991 – heute)

## Kultur und Sehenswürdigkeiten

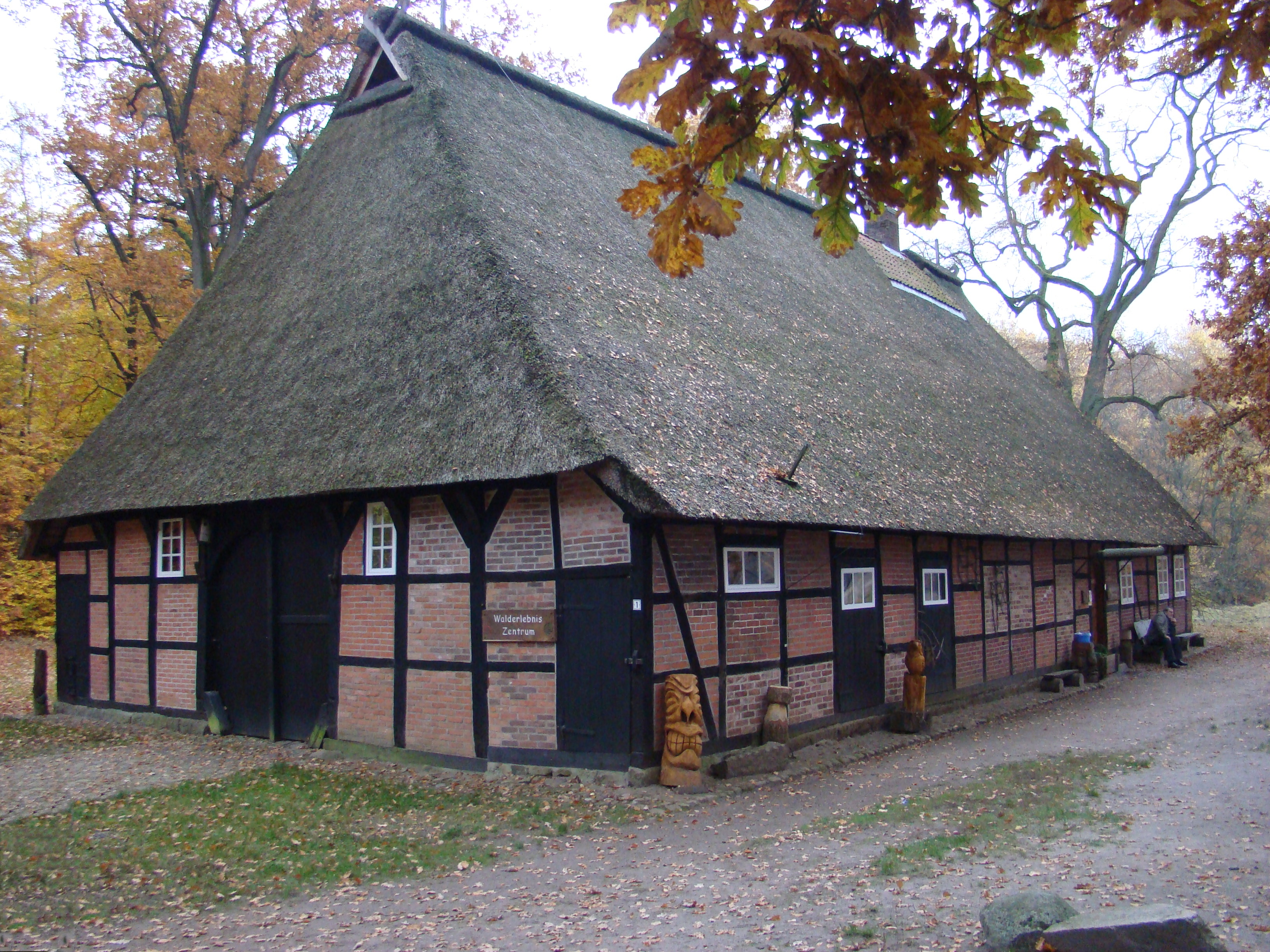
Ausstellungshaus des Walderlebniszentrums Ehrhorn Nr. 1

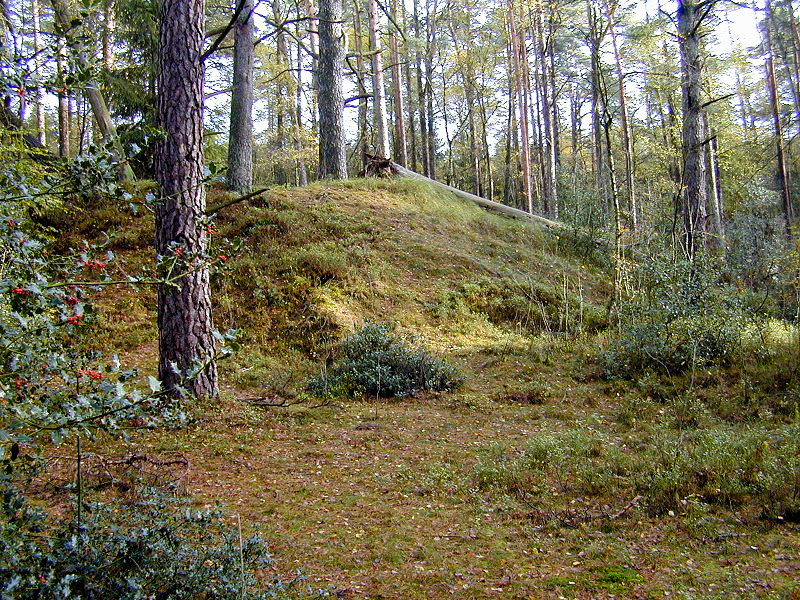
Naturwald Ehrhorner Dünen

- Mit dem Walderlebniszentrum Ehrhorn wurden zwei Häuser in den Bauzustand von 1650 gebracht.
- Der Rundweg Süd führt um den „Naturwald Ehrhorner Dünen“ herum. Für den Wald selbst besteht striktes Betretungsverbot, an das sich auch die Förster halten müssen.
- Der Rundweg Nord zeigt den typischen weißen Sand der Heide sowie einen Wald mit etwa 30 heidetypischen Baum- und Straucharten.
- Das Hamburger Ausweichkrankenhaus wurde 1942 erbaut und war in den Folgejahren ein wichtiger Arbeitgeber für die Ortschaft. Die ENDO-Klinik aus Hamburg übernahm das Krankenhaus 1976 bis zur Schließung im Jahr 1997. Die Anlage wird im Jahr 2022 von der Stadt Schneverdingen abgerissen.
- Im ehemaligen Teil 2 der Gesamtanlage des Waldkrankenhauses Wintermoor befindet sich das Jugendwaldheim Ehrhorn.[8] Ein Großteil der ehemaligen Gebäude wurde abgerissen oder umgebaut.[9]

### Vereine
Die Freiwillige Feuerwehr Ehrhorn/Wintermoor wurde 1947 gegründet. Der Schützenverein Gut Ziel gründete sich 1949.

## Wirtschaft und Infrastruktur
Durch den Ort verlaufen die Bundesstraße 3 und die Landesstraße 171. Zudem besteht ein Haltepunkt an der Heidebahn an der Strecke von Buchholz in der Nordheide über Soltau und Bennemühlen nach Hannover. 
Es gibt ein Einzelhandelsgeschäft als Tante-Emma-Laden der etablierten Familie Manke an der L171.
Einige Handwerksbetriebe (Sägewerk, Tiefbau, Gärtnerei) sind Arbeitgeber dieser kleinen Ortschaft. 